# Georg Hertel
Georg Hertel (* 23. Oktober 1901 in Schweidnitz; † 24. Januar 1945 in Oppeln) war ein deutscher römisch-katholischer Geistlicher und Märtyrer.

## Leben
Georg Hertel studierte Theologie in Breslau, wo er 1925 eine Diözesansynode und 1926 den 65. Deutschen Katholikentag erlebte. Am 30. Januar 1927 wurde er zum Priester geweiht. Nach kurzer Kaplanstätigkeit wirkte er ab 1928 als Religionslehrer, zuerst im Lyzeum der Ursulinen in Breslau-Carlowitz, ab 1933 in Schweidnitz, ab 1935 in Brieg und schließlich ab 1937 in Oppeln. Dort unterrichtete er an der Moltke-Oberschule und an der Staatlichen Oberschule für Mädchen (auch Französisch) und war ab 1942 zusätzlich Krankenhausseelsorger im St. Adalberthospital und Aushilfspriester in der Kirche St. Peter und Paul.
Als Ende Januar 1945 die Rote Armee anrückte und Oppeln geräumt wurde, blieb er bei den Ordensschwestern des Krankenhauses. Am 24. Januar wurde er dort von einem Rotarmisten erschossen. Seine Grabstätte ist auf dem Friedhof neben der Bergelkirche.

## Gedenken
Die Römisch-katholische Kirche in Deutschland hat Georg Hertel als Märtyrer aus der Zeit des Nationalsozialismus in das deutsche Martyrologium des 20. Jahrhunderts aufgenommen.